# Адам ван Віанен

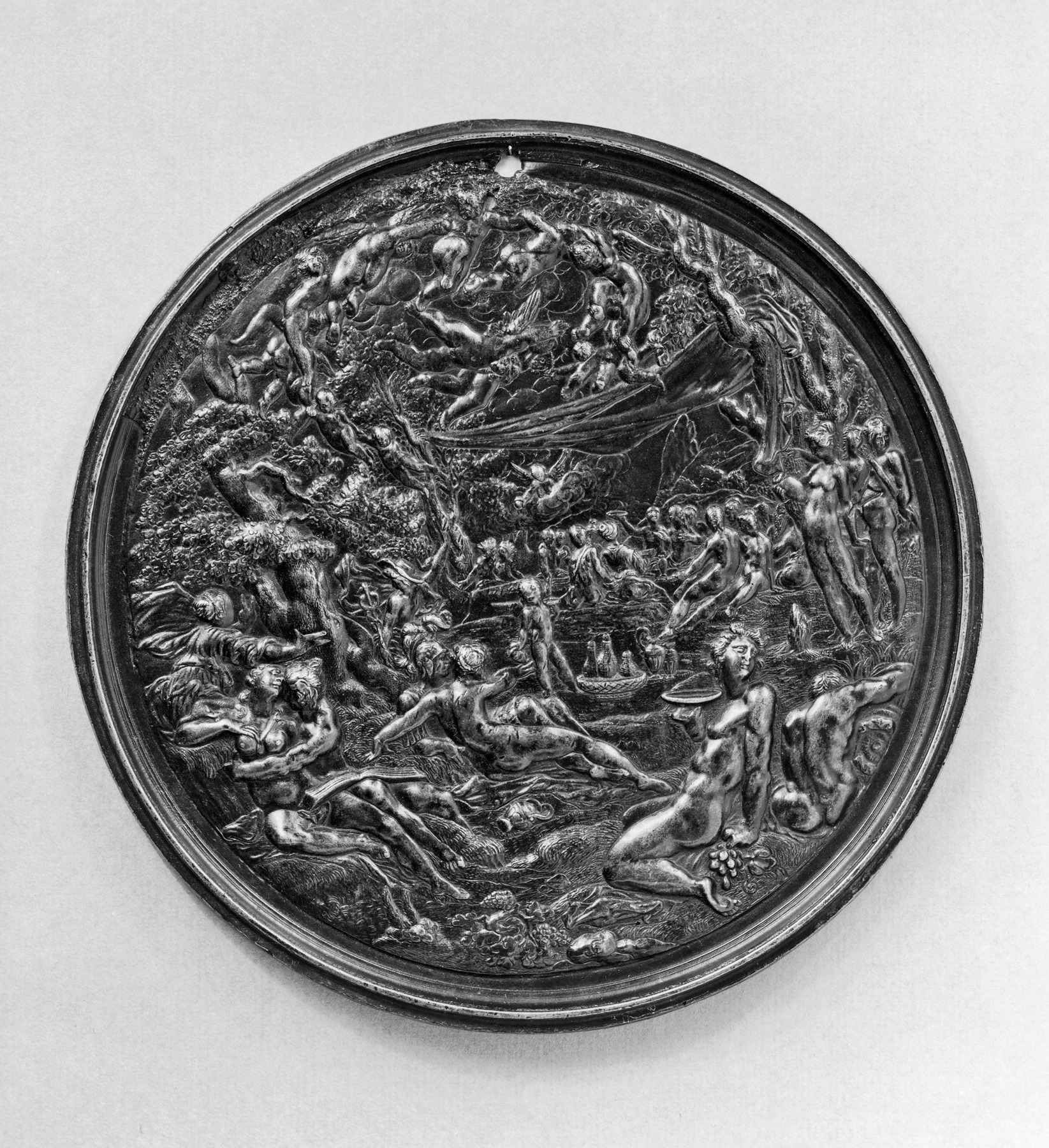
Медаль із сценами одруження Пелея з Фетидою, бл. 1595/1600. Художній музей Волтерса, Балтимор

Адам ван Віанен (нід. Adam van Vianen; бл. 1568/1569, Утрехт — 1627) — голландський медальєр, срібних справ майстер, гравер.

## Біографія
Про життя художника відомо мало. Народився в Утрехті близько 1568/1569 року. Був відданий на навчання до родини сріблярів і незабаром після 1590 року вступив в гільдію — об'єднання сріблярів. Крім того, він також був пивоваром. Залишався в Утрехті протягом всього свого життя, на відміну від свого брата, Паулюса, який багато подорожував. Спочатку срібні вироби Адама ван Віанена не були якимись винятковими. Лише в 1614 році він винайшов свій власний характерний виразний «вушний» стиль, завдяки якому і став відомим. Це сталося тоді, коли гільдія сріблярів замовила йому глечик, аби вшанувати пам'ять про його брата, який незадовго до цього помер. За основу глечика він взяв неправильні органічні форми, які використовував його брат Паулюс. Після смерті брата Адам продовжував працювати у «вушному» стилі до кінця життя.
Твори зберігаються у Державному музеї в Амстердамі, Музеї Бойманс-ван Бенінгена в Роттердамі, Центральному музеї в Утрехті та ін.